# 貝祖赫利夫卡 (鮑里斯皮爾區)
50°24′9″N 30°50′23″E / 50.40250°N 30.83972°E
貝祖赫利夫卡（羅馬化：Bezuhlivka）是烏克蘭基輔州鮑里斯皮爾區的村落，始建於1880年，面積0.38平方公里，海拔高度126米，2015年人口329。
1. ↑  city-facts.  . 2015  [2023-07-08]. （原始内容存档于2023-07-08） （俄语）.